# Mathys Rondel
Mathys Rondel (23 september 2003) is een Frans wielrenner die in juli 2024 prof werd bij Tudor Pro Cycling Team.

## Carrière
Als eerstejaars belofte nam Rondel, namens VC Pays de Loudéac, deel aan de Ronde van de Isard. In de slotetappe verloor hij de sprint-à-deux van Lenny Martinez. In het algemeen klassement werd hij, op meer dan negen minuten van winnaar Johannes Staune-Mittet, zevende. Wel was hij de beste in het puntenklassement. In zijn tweede jaar als belofte, in 2023, maakte hij de overstap naar de opleidingsploeg van Tudor. In maart van dat jaar nam hij namens de hoofdmacht deel aan een drietaal Franse eendagskoersen, die hij geen van alle uitreed. In juli werd hij, achter Sebastian Berwick, tweede in het eindklassement van de Ronde van de Elzas. In het jongerenklassement eindigde hij wel bovenaan. In augustus werd hij zesde in het eindklassement van de Ronde van de Toekomst. In het najaar werd hij zevende in de Ronde van Lombardije voor beloften en nam hij namens de hoofdmacht deel aan zowel de Gran Piemonte als de Ronde van Veneto.
In maart 2024 won Rondel de slotrit van de Istrian Spring Trophy, maar werd na de race gediskwalificeerd vanwege het afsnijden van het parcours. In mei won hij een etappe en het eindklassement in de Orlen Nations Grand Prix, waar hij met een Franse nationale selectie aan deelnam. Een maand later werd hij vierde in de Ronde van Italië voor beloften. Midden juli werd hij per direct overgeheveld vanuit de opleidingsploeg naar de hoofdmacht van Tudor, waar hij een contract tot eind 2027 tekende.

## Overwinningen
2022
Puntenklassement Ronde van de Isard
2023
Jongerenklassement Ronde van de Elzas
2024
2e etappe Orlen Nations Grand Prix
Eindklassement Orlen Nations Grand Prix

## Resultaten in voornaamste wedstrijden
|      | \| Jaar \| Clásica San Sebastián \| \| ---- \| --------------------- \| \| 2025 \| 64e \| |
| Jaar | Clásica San Sebastián                                                                     |
| 2025 | 64e                                                                                       |

## Ploegen
- 2023 –  Tudor Pro Cycling Team U23
- 2024 –  Tudor Pro Cycling Team U23 (tot 19 juli)
- 2024 –  Tudor Pro Cycling Team (vanaf 20 juli)
- 2025 –  Tudor Pro Cycling Team

Bohli · Brenner · Brun · Charrin · Dainese · de Kleijn · J. Eriksson · L. Eriksson · Froidevaux · Heming · Kamp · Kelemen · Kluckers · Kolze Changizi · Krieger · Mayrhofer · Pellaud · Pluimers · Reichenbach · Rondel (vanaf 20/7) · Storer · Stork · Suter · Thalmann · Trentin · Voisard · Wilksch · Wirtgen · Zijlaard